# Marc Baecke
Marc Baecke (Sint-Niklaas, 24 juli 1956 - Beveren, 21 januari 2017) was een Belgisch voetballer die speelde als verdediger. Hij voetbalde in Eerste klasse bij KSK Beveren en KV Kortrijk en speelde vijftien interlands voor het Belgisch voetbalelftal.

## Clubcarrière
Baecke debuteerde in 1976 als linksachter in het eerste elftal van KSK Beveren. Hij veroverde al spoedig een basisplaats in de ploeg en bleef er tot in 1986 spelen. Met Beveren werd Baecke tweemaal landskampioen (1979 en 1984) en won hij tweemaal de Beker van België (1978 en 1983).
In 1986 verhuisde Baecke voor een seizoen naar KV Kortrijk en voetbalde er nog 21 wedstrijden. Daarna zette hij een punt achter zijn spelerscarrière op het hoogste niveau. Baecke speelde 309 wedstrijden in Eerste klasse en scoorde tien doelpunten.

## Interlandcarrière
Tussen 1977 en 1984 werd Baecke 32 maal geselecteerd voor het Belgisch voetbalelftal. Hij speelde vijftien wedstrijden waaronder vier wedstrijden op het Wereldkampioenschap voetbal 1982 in Spanje. Baecke was eveneens aanwezig op het Europees kampioenschap voetbal 1984 in Frankrijk en zat er bij drie wedstrijden op de bank.

## Privé
Na zijn voetbalcarrière ging Baecke werken bij een stookoliehandelaar en nadien in een aluminiumbedrijf. Zijn vrouw had een café, waar hij eveneens een aantal jaren meehielp, doch dat café moest later dicht.
Marc Baecke was roker en leed aan de ziekte van Buerger. Dit leidde tot ernstige pijn en verdere complicaties waardoor zijn linkerbeen in 2015 moest geamputeerd worden. 

## Trivia
- Marc Baecke kreeg twee stickers in de reeks Panini-voetbalplaatjes: hij was nr. 207 in de reeks "Espana 82" over het wereldkampioenschap voetbal 1982 en nr. 66 in de reeks over de Belgische voetbalcompetitie van 1982-1983.